# Oliver Tree

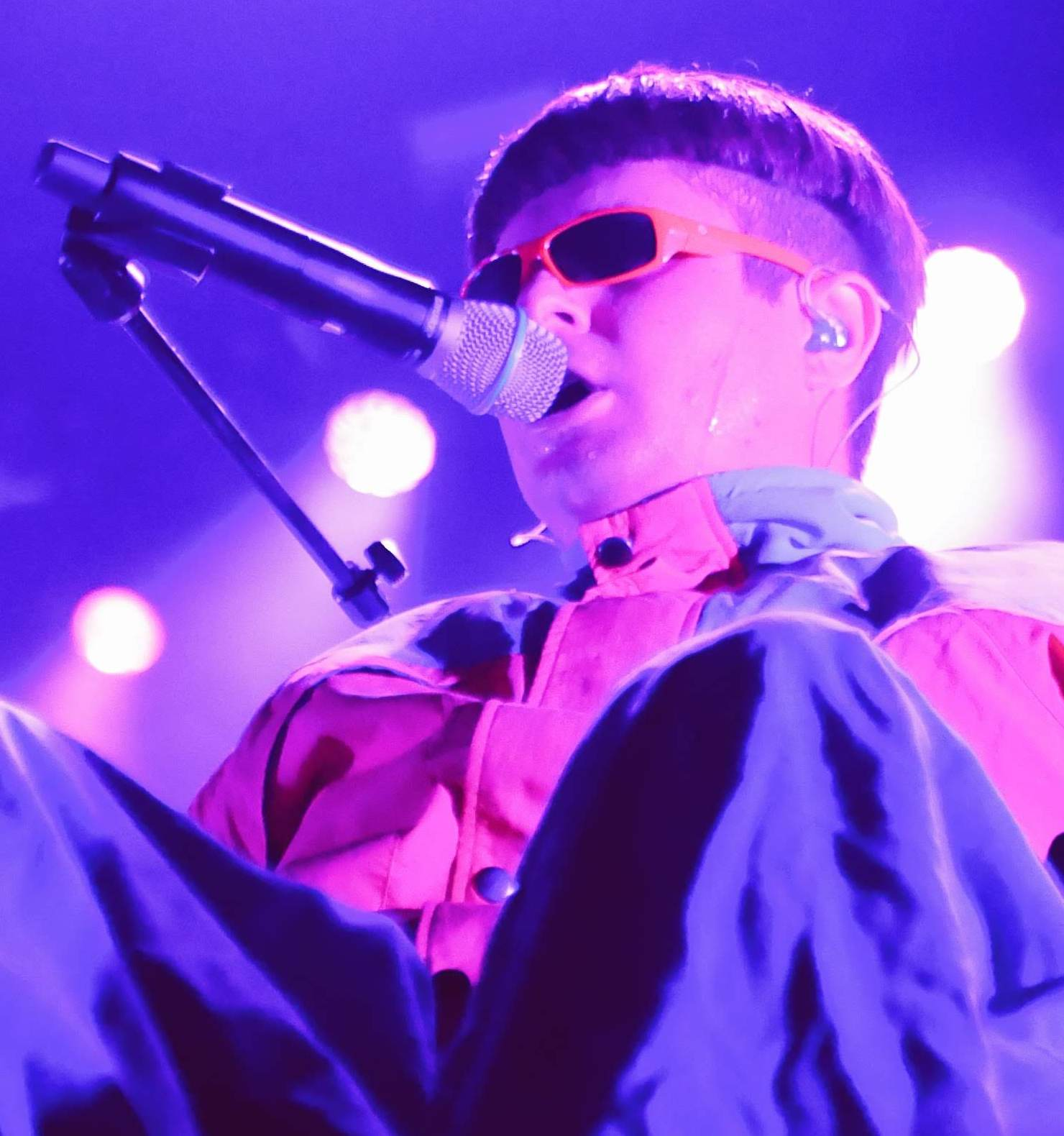
Oliver Tree (2019)

Oliver Tree Nickell (* 29. Juni 1993 in Santa Cruz, Kalifornien), bekannt als Oliver Tree, ist ein US-amerikanischer Multimediakünstler, Singer-Songwriter und Musikproduzent. Er verkörpert die exzentrisch gekleidete und Scooter-verrückte Kunstfigur Turbo, die er erstmals auf dem Videoportal Vine präsentierte. 2020 veröffentlichte Tree mit Ugly Is Beautiful sein erstes Studioalbum bei Atlantic Records. 2022 veröffentlichte er sein zweites Album, Cowboy Tears.

## Leben
Oliver Tree tritt fast ausschließlich als Kunstfigur in Erscheinung, weshalb nicht alle Aussagen zu seinem Privatleben nachvollziehbar sind. Dem eigenen Narrativ zufolge wuchs er als Sohn von Zirkusakrobaten auf und begleitete diese zeitweise auf dem Einrad. Bei anderen Gelegenheiten behauptet er, seine Eltern seien Musiker. Im Alter von drei Jahren erhielt er Klavierunterricht und schrieb kurz darauf seine ersten eigenen Lieder. Nach dem Highschool-Abschluss studierte er an der San Francisco State University und wechselte später an das California Institute of the Arts.
Seit seiner Kindheit begeistert sich Oliver Tree für Actionsportarten und verarbeitet vor allem seine Leidenschaft für Scooter häufig auf absurde Weise in seinen (Musik-)Videos. Im Alter von 16 Jahren trat er einem professionellen Wettkampfteam bei, das er nach einem schweren Sturz, bei dem er sich beide Handgelenke brach, wieder verließ.

## Karriere

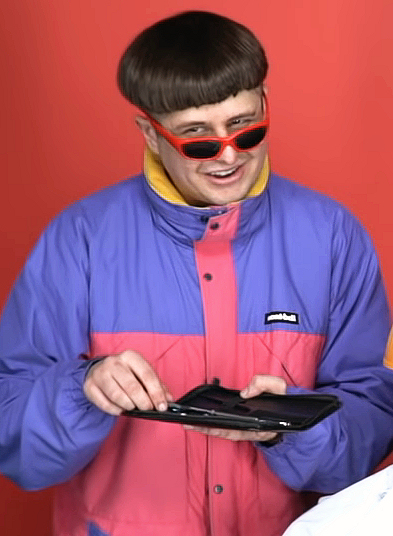
Oliver Tree (2019)

Nachdem er während der Middle School Gitarre in einer Ska-Band namens Irony gespielt und dabei erste Bühnenerfahrung gesammelt hatte, wandte sich Oliver Tree der elektronischen Musik zu. Er begann als DJ zu arbeiten und trat gemeinsam mit Dubstep-Größen wie Skrillex oder Nero auf, während er über SoundCloud unter seinem zweiten Vornamen Tree eigenes Material veröffentlichte. Im Februar 2013 erschien sein erstes von verschiedenen Genres beeinflusstes Studioalbum Splitting Branches im Selbstverlag.
Das Londoner Label R&S Records wurde auf den jungen Künstler aufmerksam und nahm ihn unter Vertrag. Im August 2013 veröffentlichte er bei R&S die EP Demons, die neben zwei eigenen Songs ein von Thom Yorke persönlich autorisiertes Cover von Radioheads Karma Police enthält. Neben einem Streichquartett wirkte Johnny Quinn, der Drummer von Snow Patrol, an den Aufnahmen mit. Gemeinsam mit befreundeten Musikern gründete Oliver Tree das Kollektiv Tree Collaborations.
Danach begann er mit der Arbeit an seinem ersten richtigen Studioalbum, das im Herbst 2014 erscheinen sollte. Weil er vom Label jedoch nicht die gewünschte Unterstützung erfuhr, kaufte er sich mithilfe des Elektromusikers und Kollaborateurs Whethan um 30.000 Dollar aus seinem Vertrag frei.
2016 verschrieb sich Tree ganz seiner Kunstfigur Turbo und veröffentlichte fortan unter dem Suchmaschinen-freundlicheren Namen Oliver Tree. Zusammen mit Whethan brachte er noch im selben Jahr seine Debütsingle When I’m Down heraus. Mehrere absurde Videoclips auf Vine erweckten das Interesse eines Managers bei Atlantic Records, wo Tree 2017 – in der Hoffnung, seine Visionen als Videokünstler umsetzen zu können – einen Vertrag unterschrieb. In den beiden folgenden Jahren veröffentlichte er zwei EPs sowie einige Singles einschließlich aufwendiger Musikvideos. Der Titel Hurt, den er unter anderem in der Late Late Show with James Corden präsentierte, verbreitete sich viral und entwickelte sich 2019 zu einer der meistgespielten Singles im alternativen Radio. Im Herbst desselben Jahres tourte Oliver Tree erstmals als Headliner durch mehr als 28 Städte in den USA.
Nach jahrelanger Arbeit und einer COVID-19-bedingten Verschiebung erschien im Juli 2020 mit Ugly Is Beautiful sein erstes Studioalbum bei einem Major-Label. Als Promotion streamte er auf seinem YouTube-Kanal ein Video von einem fingierten Weltrekordversuch über die größte jemals auf einem Riesen-Scooter zurückgelegte Distanz. Den Weltrekord für den größten Tretroller (4,16 × 3,13 Meter) hatte er im Mai jedoch tatsächlich aufgestellt. Das Album erhielt gemischte Kritiken und erreichte Platz eins der Alternative Albums Charts. In einem Twitch-Interview mit Anthony Fantano äußerte Tree seinen Unmut über die Zusammenarbeit mit Atlantic – etwa aufgrund der aggressiven Marketingpolitik – und verkündete, keine weiteren Alben mehr veröffentlichen zu wollen.
Am 17. Juli 2020 erschien ein Remix seines Songs Cash Mashine, das auch auf seinem Album Ugly is Beautiful erschien, in Zusammenarbeit mit Dillon Francis und dem Rapper Grandson. Am 5. Februar 2021 erschien seine Single Out of Ordinary. Im Juli 2021 veröffentlichte Tree ein Youtubevideo, indem er ankündigte, ein neues Album aufzunehmen.

## Stil und Rezeption

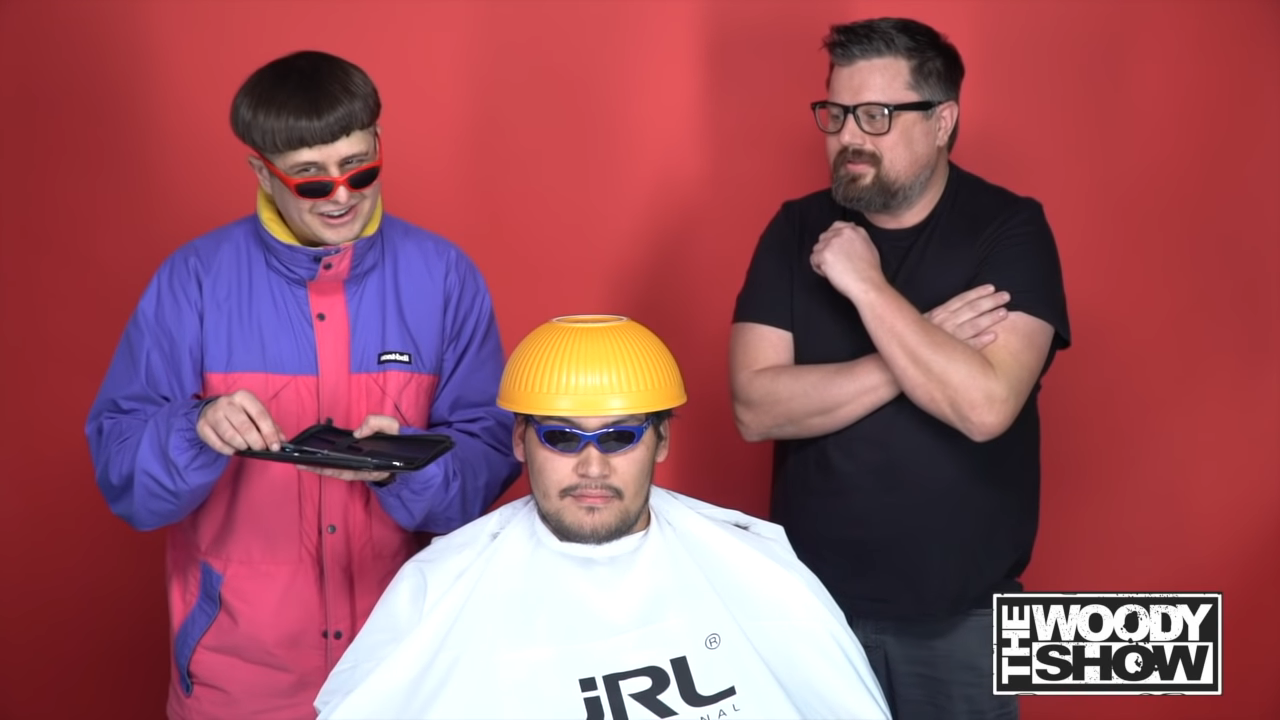
Oliver Tree als Turbo

Oliver Tree experimentierte bereits während seiner Zeit bei R&S Records mit verschiedenen Kunstfiguren und entschied sich schließlich 2016 für den exzentrischen Turbo. Auffälligstes Merkmal seiner Persona ist der charakteristische Pottschnitt (Bowl cut), der ihm Vergleiche mit Moe Howard von den Three Stooges und dem Bösewicht Vector aus dem Animationsfilm Despicable Me einbrachte. Dazu trägt er eine Sonnenbrille mit roter Fassung, einen bunten Skianorak, extrem weit geschnittene JNCO-Jeans sowie weiße Socken in Badelatschen. Tree gab 2016 an, mit diesem Outfit gegen das zeitgenössische Schönheitsideal rebellieren und so „dumm und lächerlich wie möglich“ aussehen zu wollen. In einem frühen Vine-Clip stellte sich Turbo mit den Worten „What’s up, my name is Turbo, I’m 32 years old, I love to dance and I sell ecstasy to children at raves“ vor. Zu seinem Repertoire gehören neben Scooter-Tricks überdimensionierte E-Zigaretten und andere Meme-freundliche Absurditäten. Der Rolling Stone befand, Oliver Tree betreibe Method Acting als Hooligan und habe dabei die Exzentrik von Napoleon Dynamite.
Im Gegensatz zu seiner Persona ist Oliver Trees Musik durchaus ernst und nicht auf Polarisierung ausgelegt. Sie verbindet Alternative und Indie-Rock mit Hip-Hop und elektronischer Musik und behandelt Themen wie Verletzlichkeit (Hurt) oder Materialismus (Cash Machine). Anfangs nahm er Geräusche mit einem Handheld-Rekorder auf und produzierte seine Musik mit der Software Ableton Live. Durch den Vertrag mit Atlantic erhielt er die Möglichkeit, seine überdrehte Komik in qualitativ hochwertige Musikvideos zu übertragen, die einiges zu seiner Popularität beitrugen. 2019 entfielen zeitweise bis zu 40 Prozent an seinen Streams auf das Medium Video. Einige pseudodokumentarische Kurzfilme auf seinem YouTube-Kanal, in denen er die Grenzen zwischen Kunstfigur und seiner eigenen Persönlichkeit verschwimmen lässt, brachten ihm Vergleiche mit der halbfiktiven Band Spın̈al Tap ein.

## Diskografie

### Studioalben
| Jahr | Titel              | Höchstplatzierung, Gesamtwochen, AuszeichnungChartplatzierungen (Jahr, Titel, Platzierungen, Wochen, Auszeichnungen, Anmerkungen) | Höchstplatzierung, Gesamtwochen, AuszeichnungChartplatzierungen (Jahr, Titel, Platzierungen, Wochen, Auszeichnungen, Anmerkungen) | Höchstplatzierung, Gesamtwochen, AuszeichnungChartplatzierungen (Jahr, Titel, Platzierungen, Wochen, Auszeichnungen, Anmerkungen) | Anmerkungen                                     |
| Jahr | Titel              | AT | UK | US | Anmerkungen                                     |
| ---- | ------------------ | --- | --- | --- | ----------------------------------------------- |
| 2013 | Splitting Branches | — | — | — | Erstveröffentlichung: 17. Februar 2013 als Tree |
| 2020 | Ugly Is Beautiful  | AT51 (2 Wo.)AT | UK32 Silber · (2 Wo.)UK | US14 Gold · (5 Wo.)US | Erstveröffentlichung: 17. Juli 2020             |
| 2022 | Cowboy Tears       | — | — | US60 (1 Wo.)US | Erstveröffentlichung: 18. Februar 2022          |
| 2023 | Alone in a Crowd   | — | — | US143 (1 Wo.)US | Erstveröffentlichung: 29. September 2023        |

### EPs
- 2013: Demons (als Tree)
- 2018: Alien Boy EP
- 2019: Do You Feel Me?
- 2021: Welcome To The Internet (mit Little Big)

### Singles als Leadmusiker
| Jahr | Titel Album                                     | Höchstplatzierung, Gesamtwochen, AuszeichnungChartplatzierungen (Jahr, Titel, Album, Platzierungen, Wochen, Auszeichnungen, Anmerkungen) | Höchstplatzierung, Gesamtwochen, AuszeichnungChartplatzierungen (Jahr, Titel, Album, Platzierungen, Wochen, Auszeichnungen, Anmerkungen) | Höchstplatzierung, Gesamtwochen, AuszeichnungChartplatzierungen (Jahr, Titel, Album, Platzierungen, Wochen, Auszeichnungen, Anmerkungen) | Höchstplatzierung, Gesamtwochen, AuszeichnungChartplatzierungen (Jahr, Titel, Album, Platzierungen, Wochen, Auszeichnungen, Anmerkungen) | Höchstplatzierung, Gesamtwochen, AuszeichnungChartplatzierungen (Jahr, Titel, Album, Platzierungen, Wochen, Auszeichnungen, Anmerkungen) | Anmerkungen                                                                    |
| Jahr | Titel Album                                     | DE | AT | CH | UK | US | Anmerkungen                                                                    |
| ---- | ----------------------------------------------- | --- | --- | --- | --- | --- | ------------------------------------------------------------------------------ |
| 2021 | Life Goes On Ugly Is Beautiful (Deluxe Edition) | DE54 (7 Wo.)DE | AT24 Gold · (9 Wo.)AT | CH34 (10 Wo.)CH | UK34 Silber · (9 Wo.)UK | US71 Platin · (5 Wo.)US | Erstveröffentlichung: 28. Mai 2021                                             |
| 2022 | Miss You Alone in a Crowd                       | DE12 (28 Wo.)DE | AT10 Platin · (26 Wo.)AT | CH9 ×2Doppelplatin · (31 Wo.)CH | UK3 Platin · (28 Wo.)UK | US84 Platin · (9 Wo.)US | Erstveröffentlichung: 5. August 2022 Verkäufe: + 2.615.000; feat. Robin Schulz |
| 2023 | Voices –                                        | — | — | — | UK11 (5 Wo.)UK | — | Erstveröffentlichung: 27. Januar 2023 mit KSI                                  |
| 2023 | Here We Go Again –                              | DE— aDE | — | CH99 (1 Wo.)CH | — | — | Erstveröffentlichung: 3. März 2023 mit David Guetta                            |

Weitere Singles
- 2016: When I’m Down (mit Whethan; US: Gold)
- 2017: All You Ever Talk About (mit Whethan)
- 2017: All I Got/Welcome to LA
- 2017: Cheapskate
- 2017: Enemy (mit Whethan)
- 2018: Upside Down
- 2018: Alien Boy (UK: Silber, US: Platin)
- 2018: Movement
- 2018: Hurt (US: Platin)
- 2019: Fuck
- 2019: Miracle Man (US: Gold)
- 2019: Cash Machine
- 2020: Let Me Down (US: Gold)
- 2020: Bury Me Alive
- 2020: Let Me Down (feat. Blink-182)
- 2021: Out of Ordinary
- 2021: Turn It Up (mit Little Big feat. Tommy Cash)
- 2022: Cowboys Don't Cry
- 2022: Freaks & Geeks
- 2022: I Hate You
- 2022: Placeholder
- 2023: Bounce
- 2023: One & Only
- 2023: Essence
- 2023: Fairweather Friends

### Singles als Gastmusiker
- 2016: My Mind Is (NVDES feat. Oliver Tree)
- 2016: Forget It (Getter feat. Oliver Tree)
- 2018: Running (NVDES feat. Oliver Tree)
- 2019: Pumpidup (Lorenzo feat. Oliver Tree)
- 2020: A**hole (Lil Yachty feat. Oliver Tree)
- 2022: Sick of U (BoyWithUke feat. Oliver Tree)
- 2022: Worth Nothing (Twisted feat. Oliver Tree)

## Auszeichnungen für Musikverkäufe
| Goldene Schallplatte - Brasilien - 2022: für das Album Ugly Is Beautiful - Dänemark - 2023: für die Single Miss You - Italien - 2023: für die Single Life Goes On - Kanada - 2021: für die Single Hurt - 2022: für das Album Ugly Is Beautiful - Portugal - 2022: für die Single Life Goes On - Spanien - 2024: für die Single Life Goes On Platin-Schallplatte - Frankreich - 2023: für die Single Miss You - Italien - 2023: für die Single Miss You - Kanada - 2021: für die Single Alien Boy - 2022: für die Single Life Goes On - Neuseeland - 2023: für die Single Miss You - Polen - 2022: für die Single Life Goes On - Portugal - 2023: für die Single Miss You - Spanien - 2023: für die Single Miss You | 2× Platin-Schallplatte - Australien - 2023: für die Single Miss You - Kanada - 2023: für die Single Miss You 3× Platin-Schallplatte - Brasilien - 2022: für die Single Life Goes On - Polen - 2024: für die Single Worth Nothing 4× Platin-Schallplatte - Polen - 2024: für die Single Miss You |

Anmerkung: Auszeichnungen in Ländern aus den Charttabellen bzw. Chartboxen sind in ebendiesen zu finden.
| Land/RegionAuszeichnungen für Musikverkäufe (Land/Region, Auszeichnungen, Verkäufe, Quellen) | Silber     | Gold       | Platin       | Verkäufe  | Quellen                   |
| -------------------------------------------------------------------------------------------- | ---------- | ---------- | ------------ | --------- | ------------------------- |
| Australien (ARIA)                                                                            | —          | —          | 2× Platin2   | 140.000   | aria.com.au               |
| Brasilien (PMB)                                                                              | —          | Gold1      | 3× Platin3   | 140.000   | pro-musicabr.org.br       |
| Dänemark (IFPI)                                                                              | —          | Gold1      | —            | 45.000    | ifpi.dk                   |
| Frankreich (SNEP)                                                                            | —          | —          | Platin1      | 200.000   | snepmusique.com           |
| Italien (FIMI)                                                                               | —          | Gold1      | Platin1      | 150.000   | fimi.it                   |
| Kanada (MC)                                                                                  | —          | 2× Gold2   | 4× Platin4   | 400.000   | musiccanada.com           |
| Neuseeland (RMNZ)                                                                            | —          | —          | Platin1      | 30.000    | aotearoamusiccharts.co.nz |
| Österreich (IFPI)                                                                            | —          | Gold1      | Platin1      | 45.000    | ifpi.at                   |
| Polen (ZPAV)                                                                                 | —          | —          | 8× Platin8   | 400.000   | olis.pl                   |
| Portugal (AFP)                                                                               | —          | Gold1      | Platin1      | 15.000    | Einzelnachweise           |
| Schweiz (IFPI)                                                                               | —          | —          | 2× Platin2   | 40.000    | hitparade.ch              |
| Spanien (Promusicae)                                                                         | —          | Gold1      | Platin1      | 90.000    | elportaldemusica.es       |
| Vereinigte Staaten (RIAA)                                                                    | —          | 4× Gold4   | 4× Platin4   | 6.000.000 | riaa.com                  |
| Vereinigtes Königreich (BPI)                                                                 | 3× Silber3 | —          | Platin1      | 1.060.000 | bpi.co.uk                 |
| Insgesamt                                                                                    | 3× Silber3 | 12× Gold12 | 30× Platin30 |           |                           |